# شانت هوهانیسیان
شانت ملسیکی هوهانیسیان (ارمنی: Շանթ Մելսիկի Հովհաննիսյան؛ انگلیسی: Shant Hovhannisyan؛ زاده ۲۰ اوت ۱۹۷۴) یک بازیگر سینما اهل ارمنستان است. وی از سال ۲۰۰۷ میلادی فعالیت می‌کند.

## زندگی‌نامه
وی در ۲۰ اوت ۱۹۷۴ در شینوهایر به دنیا آمد. هوهانیسیان بین سال‌های ۱۹۹۱ تا ۱۹۹۵ در انستیتو دولتی سینما و تئاتر ایروان تحصیل نموده است. وی برندهٔ جوایزی همچون هنرمند افتخاری جمهوری ارمنستان شده است.

## گزیده فیلمشناسی
از فیلم‌ها یا برنامه‌های تلویزیونی که وی در آن نقش داشته است می‌توان به مسیر رؤیایی ما (۲۰۱۷)، یه‌وا (۲۰۱۷)، بخش ویژه و گارگین نژده (۲۰۱۳) اشاره کرد.